# علي بن عثمان اللاحقي
علي بن عثمان بن عبد الحميد بن لاحق اللاحقي البصري من علماء الحديث بالبصرة، وهو ثقة. توفي بالبصرة سنة ثمان وعشرين ومائتين.

## روايته للحديث النبوي
- حدث عن: حماد بن سلمة وداود بن أبي الفرات، وجويرية ابن أسماء، وأبي عوانة، وعبد الواحد بن زياد، وطبقتهم.
- حدث عنه: محمد بن يحيى الذهلي، وأبو زرعة، وأبو حاتم، وأحمد بن علي الأبار، وإبراهيم بن فهد الساجي، ومعاذ بن المثنى، وخلق، وحدث عنه من الكبار عفان بن مسلم.[4]
- الجرح والتعديل: قال أبو حاتم الرازي: ثقة، وقال الذهبي : ثقة صاحب حديث، وقال عبد الرحمن بن يوسف بن خراش: فيه اختلاف قال ابن حجر: ابن خراش ليس بعمدة.[2]